# Вейліт
Вейліт (CaHAsO4) — рідкісний мінерал, арсенат. Це напівпрозорий білий триклінний мінерал з восковим блиском.

## Загальний опис
Вперше його було описано в 1963 році для проявів у копальні «Габе Готтес», Верхній Рейн, Ельзас, Франція; у Віттіхені, Шенкенцелль, Шварцвальд, Баден-Вюртемберг, Німеччина; в районі Шнеєберг, Ерцгебірге, Саксонія, Німеччина.
Мінерал названий на честь французького мінералога Рене Вейля зі Страсбурзького університету. Трапляється в окисненій зоні арсенвмісних гідротермальних жил. Також — як продукт зміни фармаколіту та гайдингериту.